# La Neuville-lès-Wasigny
La Neuville-lès-Wasigny település Franciaországban, Ardennes megyében. Lakosainak száma 162 fő (2022. január 1.). La Neuville-lès-Wasigny Draize, Grandchamp, Lalobbe és Wasigny községekkel határos.

## Népesség
A település népességének változása:
| Lakosok száma | 191  | 181  | 155  | 157  | 184  | 169  | 160  | 160  | 160  | 162  |
|               | 1968 | 1982 | 1990 | 2006 | 2013 | 2015 | 2017 | 2019 | 2020 | 2022 |